# الساندرو پاریسی (بازیکن فوتبال، زاده ۱۹۸۸)
الساندرو پاریسی (انگلیسی: Alessandro Parisi؛ زادهٔ ۲۱ سپتامبر ۱۹۸۸) بازیکن فوتبال اهل ایتالیا است.
از باشگاه‌هایی که در آن بازی کرده‌است می‌توان به باشگاه فوتبال شپرن اشاره کرد.